# Eryphus bivittatus
Eryphus bivittatus là một loài bọ cánh cứng trong họ Cerambycidae.